# Miss Venezuela 2003
El Miss Venezuela 2003 fue la quincuagésima (50.ª) edición del certamen Miss Venezuela, el concurso fue transmitido en vivo por Venevisión el jueves 16 de octubre de 2003 desde el Estudio 1 de Venevisión, en Caracas, Venezuela.  Al final de la competencia, Mariángel Ruiz, Miss Venezuela 2002 de Aragua, coronó a Ana Karina Añez, de Lara, como su sucesora.

## Desarrollo
El comienzo del programa, de cuatro horas de duración, sufrió un retraso de media hora, el cual fue ocasionado por otra cadena del entonces primer mandatario nacional Hugo Chávez. Apenas segundos después del fin de la cadena y la respectiva lectura de auspiciadores, la transmisión inició con la entrada de la presentadora Maite Delgado a un escenario recargado de enormes rosas doradas y telones de un brillante color rojo. 
Maite, vestida con un satinado traje de Ángel Sánchez en la onda de Versace, introdujo al también veterano Gilberto Correa, quien habló de "un país de ganadores" al mencionar la innumerable cantidad de reinas de belleza que tiene Venezuela desde siempre.
Acto seguido se inició el baile introductorio con el cuerpo de baile de Venevisión y los chicos del Míster Venezuela, dando paso a las 20 misses, quienes cantaron el tradicional himno del certamen, todas vestidas con una recargada creación monocroma de José María Almeida.
Luego del primer segmento de comerciales se inició una sección sobre la moda y la historia del concurso, donde desfilarían muchas misses del pasado y se recordó a grandes figuras como Guy Melliet. 
Otro atisbo al pasado llegó prontamente a las pantallas de Venevisión con el popurrí musical de la vocalista Mirla Castellanos, quien hizo cuatro cambios de estrafalarios vestuarios para cantar sus éxitos y encarnar a una inofensiva Velma Kelly al entonar piezas del musical Chicago.
El desfile en traje de baño se realizó en exteriores en locaciones nocturnas y los estampados diseños, abanicos y otros accesorios dieron paso a la elección de Miss Fotogénica, presea entregada a Miss Vargas, Hilda Fleitas. La favorita, Valentina Patruno (Miranda), se alzó con las bandas como Miss Internet (con 3.042 votos) y Miss Popularidad, esta última con 24,5% de los mensajes de texto enviados.
El sentido homenaje musical a la legendaria guarachera Celia Cruz protagonizado por Oscar D'León precedió a la primera salida en traje de noche, donde destacaría nuevamente el atuendo de Miss Miranda (Durant & Diego) y un elegante Ángel Sánchez negro de Miss Monagas.
El cantante brasileño Alexandre Pires, entró en escena para cantar temas de su exitoso álbum en español de título homónimo. También se contaría con la participación de Voz Veis y Fabiola Colmenares en el show de la telenovela "Cosita Rica".
Las diez semifinalistas fueron anunciadas por una excepcionalmente ronca Carmen Victoria Pérez, quien nombró a Miss Costa Oriental, Lara, Aragua, Trujillo, Vargas, Anzoátegui, Distrito Capital, Península de Paraguaná, Dependencias Federales y de último a Miss Miranda.
La sección de preguntas no se hizo esperar y de las insulsas respuestas solo puede destacarse a la joven ganadora y el engorroso mutismo de Miss Dependencias Federales, Paola Cipriani. La ceremonia llegaba a su final con la elección de cinco finalistas donde Miranda, Península de Paraguaná, Distrito Capital, Costa Oriental y Lara dieron un paso adelante.

## Ganadoras

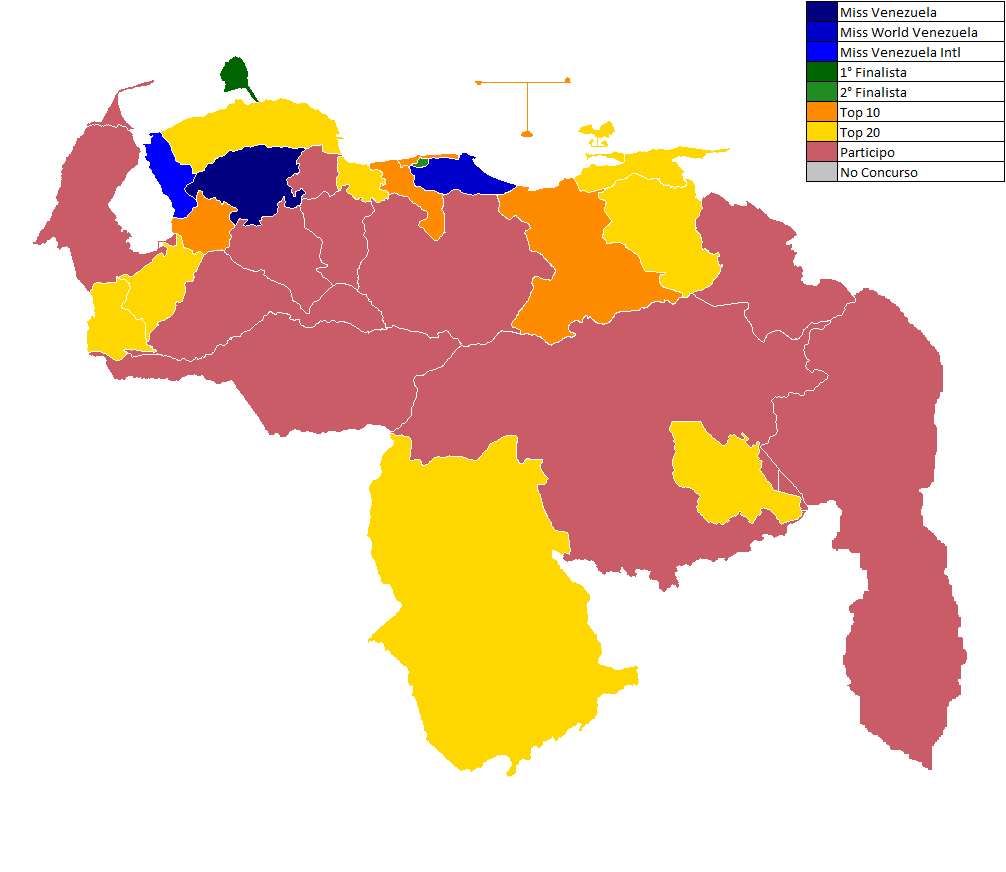
Miss Venezuela 2003

| Resultado Final              | Candidata |
| ---------------------------- | --- |
| Miss Venezuela 2003          | - Lara - Ana Karina Añez |
| Miss Venezuela Mundo         | - Miranda - Valentina Patruno |
| Miss Venezuela Internacional | - Costa Oriental - Eleidy Aparicio |
| 1.ª Finalista                | - Península de Paraguaná - Silvana Santaella |
| 2.ª Finalista                | - Distrito Capital - Mercedes Pulido |
| Semifinalistas (Top 10)      | - Anzoátegui - María Fernanda Tóndolo - Aragua - Aura Ávila - Dependencias Federales - Paola Cipriani - Trujillo - Francys Barraza - Vargas - Hilda Fleitas |
| Cuartofinalistas (Top 20)    | - Amazonas - Rossy Rincón - Canaima - Ivana Lo Mónaco - Carabobo - Karla de Abreu - Falcón - Leonella Bracho - Mérida - Ana Karina Ramírez - Monagas - Carolina Chópite - Nueva Esparta - Ingrid Mora - Península de Araya - María Eugenia Hernández - Sucre - Pámela Djalil - Táchira - Victoria Troconis Alcalde |

### Premios Especiales
| Premio               | Candidata Ganadora                      |
| -------------------- | --------------------------------------- |
| Miss Elegancia       | Lara - Ana Karina Añez                  |
| Mejor Figura         | Dependencias Federales - Paola Cipriani |
| Miss Internet        | Miranda - Valentina Patruno             |
| Miss Fotogenica      | Vargas - Hilda Fleitas                  |
| Mejor Cabello        | Sucre - Pámela Djalil                   |
| La piel más linda    | Distrito Capital - Mercedes Pulido      |
| Miss Simpatía        | Bolívar - Ana Indira Sánchez            |
| El rostro más bello  | Miranda - Valentina Patruno             |
| La sonrisa más bella | Vargas - Hilda Fleitas                  |
| Miss Personalidad    | Costa Oriental - Eleidy Aparicio        |
| Miss Popular         | Miranda - Valentina Patruno             |

## Candidatas Oficiales
| Estado                 | Candidata                          | Edad | Estatura (m) | Ciudad Natal   |
| ---------------------- | ---------------------------------- | ---- | ------------ | -------------- |
| Amazonas               | Rossy Raquel Rincón Rodríguez      | 21   | 1.75         | Barquisimeto   |
| Anzoátegui             | María Fernanda Tóndolo Paz         | 18   | 1.82         | Valencia       |
| Apure                  | Marinelly Auxiliadora Rivas Torres | 21   | 1.81         | Mérida         |
| Aragua                 | Aura Rebeca Ávila Serrano          | 18   | 1.78         | Maracay        |
| Barinas                | Venudesa María Lionza Pacé Salazar | 20   | 1.73         | Valencia       |
| Bolívar                | Ana Indira Sánchez Báez            | 21   | 1.73         | Ciudad Guayana |
| Canaima                | Ivana Erika Lo Mónaco D`Anna       | 21   | 1.77         | Caracas        |
| Carabobo               | Karla Jennifer De Abreu De Abreu   | 24   | 1.76         | Valencia       |
| Cojedes                | Alba María Arias Acevedo           | 24   | 1.74         | Caracas        |
| Costa Oriental         | Eleidy María Aparicio Serrano      | 20   | 1.76         | Cabimas        |
| Delta Amacuro          | Eglee Cañizales Perdomo            | 20   | 1.77         | Trujillo       |
| Dependencias Federales | Paola Sofía Cipriani Huszczo       | 23   | 1.79         | Caracas        |
| Distrito Capital       | Mercedes Alejandra Pulido Silva    | 20   | 1.74         | Caracas        |
| Falcón                 | Leonella Mercedes Bracho Coll      | 18   | 1.79         | Barquisimeto   |
| Guárico                | Marjorie Andrea Olivares Martínez  | 22   | 1.75         | Caracas        |
| Guayana Esequiba       | Diana Carolina Díaz Pérez          | 19   | 1.76         | Caracas        |
| Lara                   | Ana Karina Añez Delgado            | 18   | 1.80         | Barquisimeto   |
| Mérida                 | Ana Karina Ramírez Vallenilla      | 22   | 1.81         | Mérida         |
| Miranda                | Valentina Patruno Masero           | 21   | 1.72         | Caracas        |
| Monagas                | Joan Carolina Chópite Seute        | 23   | 1.78         | Maturín        |
| Nueva Esparta          | Ingrid Alejandra Mora Wandelt      | 19   | 1.74         | Pampatar       |
| Península de Araya     | María Eugenia Hernández Ereu       | 22   | 1.72         | Maracay        |
| Península Guajira      | Julimar Coromoto Queipo Silva      | 20   | 1.75         | Maracaibo      |
| Península de Paraguaná | Silvana Santaella Arellano         | 19   | 1.74         | Caracas        |
| Portuguesa             | María Valentina González González  | 19   | 1.79         | Barquisimeto   |
| Roraima                | Yanneris Pilar Carrizo Soto        | 21   | 1.73         | Cabimas        |
| Sucre                  | Pamela Fátima Djalil Salazar       | 19   | 1.77         | Cumaná         |
| Táchira                | Victoria Isabella Troconis Alcalde | 18   | 1.78         | San Cristóbal  |
| Trujillo               | Francys Mayela Barraza Sunidka     | 24   | 1.74         | Valencia       |
| Vargas                 | Hilda Socorro Fleitas Espinoza     | 22   | 1.72         | Valencia       |
| Yaracuy                | Tania Jázmin Destongue Quiroz      | 24   | 1.75         | Barquisimeto   |
| Zulia                  | Joana Carolina Cufiño Estrada      | 19   | 1.75         | Maracaibo      |